# Vatica javanica
Vatica javanica är en tvåhjärtbladig växtart. Vatica javanica ingår i släktet Vatica och familjen Dipterocarpaceae.

## Underarter
Arten delas in i följande underarter:
- V. j. javanica
- V. j. scaphifolia